# Kevin Ramos
Kevin Wigberto Ramos Caballero (nacido el 6 de junio de 1986 en Ciudad de Panamá, Panamá) es un jugador de cuadro de béisbol de ligas menores que también jugó para Panamá en el Clásico Mundial de Béisbol de 2009.

## Carrera

### Inicios
Antes de jugar profesionalmente, asistió a Unión College y Middle Georgia College. Bateó .407 con 71 carreras impulsadas para Unión College en 2008 y estableció un récord escolar en una sola temporada con 98 hits.

### Pequeñas Ligas
Ramos comenzó su carrera en ligas menores en 2008, jugando en el sistema de los Angelinos de Los Ángeles . Para los AZL Angels, bateó .319 en 40 juegos en 2008. Jugó para los Orem Owls, Rancho Cucamonga Quakes (un juego) y Arkansas Travelers en 2009, bateando un promedio combinado de .399 con dos jonrones y 30 carreras impulsadas. En 2010, jugó con Cedar Rapids Kernels, Quakes y Travelers, bateando un promedio combinado de .211 con 17 carreras impulsadas en 84 juegos.en el Clásico Mundial de Béisbol 2009 Apareció en un juego para Panamá, aunque consiguió un turno al bate.